# Jandżingijn Baatar
Jandżingijn Baatar (mong. Янжингийн Баатар; ur. 3 sierpnia 1940) – mongolski kolarz szosowy, olimpijczyk. 
Brał udział w igrzyskach olimpijskich w 1964 roku (Tokio). Startował w dwóch konkurencjach. Jazdę indywidualną zakończył na 43. miejscu (wśród 107 zawodników sklasyfikowanych), a w drużynowym wyścigu na 100 kilometrów wraz z kolegami zajął 23. miejsce wśród 32 zespołów. Osiągnęli oni wynik 2-48:55,57 (skład  ekipy – Jandżingijn Baatar, Luwsangijn Erchemdżamc, Luwsangijn Buudaj, Czojdżildżawyn Samand).